# Cantonnement (CRS)
Pour les articles homonymes, voir Cantonnement.
Un cantonnement est le siège administratif et le lieu de résidence d'une compagnie républicaine de sécurité (CRS).
Les CRS ne vivent pas à l'intérieur d'une caserne (terme plutôt militaire) avec leur famille. Fonctionnaires de police, ils n'ont pas de logement de fonction sauf pour le commandant de la compagnie qui en tant que chef de service bénéficie de cet avantage, ainsi que d'une voiture de fonction. 
Certaines compagnies républicaines de sécurité possèdent en leur sein un cantonnement de passage, c'est-à-dire un lieu où les unités de CRS déplacées peuvent se loger le temps de leurs missions. Si ce cantonnement de passage n'est pas disponible, alors les compagnies de CRS sont logées à l'hôtel.